# Kichha
Kichha is een stad en gemeente in het district Udham Singh Nagar van de Indiase staat Uttarakhand. 

## Demografie
Volgens de Indiase volkstelling van 2001 wonen er 30.517 mensen in Kichha, waarvan 53% mannelijk en 47% vrouwelijk is. De plaats heeft een alfabetiseringsgraad van 56%. 